# أرقام عربية مشرقية
الأرقام العربية المشرقية(1) أو الأرقام الهندية(2) هي الرموز (۰ - ۱ - ۲ - ۳ - ٤ - ٥ - ٦ - ٧ - ۸ - ۹) وتُستخدم لتمثيل نظام العد الهندي العربي بالاقتران مع الأبجدية العربية في بلدان المشرق العربي.

## الأرقام
ثمة نظامان غير النظام المتبع في المشرق الذي كان مستعملًا في الدولة العثمانية:
- تختلف رموز الأرقام (أربعة وخمسة وستة) في الأرقام الفارسية (المستعملة في إيران مثلًا)، وكلها رموز مميزة في اليونيكود وإن طابقت شكل الرقم في النظام المشرقي.
- تختلف رموز الأرقام (أربعة وخمسة وسبعة) في الأرقام الأردوية (المستعملة في الباكستان مثلًا)، وليس لها رموز مميزة في اليونيكود

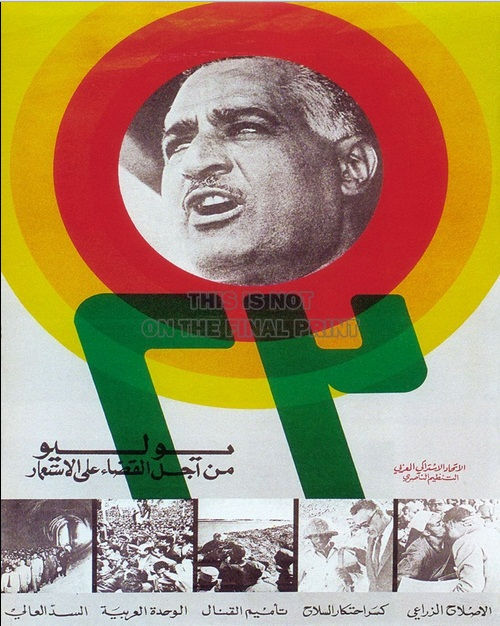
شكل رقمي عدد «الثلاثة والعشرين» على ملصق دعائي لعبد الناصر

في مصر، الرقم (اثنان) الظاهر أدناه - أي الذي يعلوه «نتوء» صغير - غالبًا يعني (ثلاثة)، وهناك شكل الرقم (اثنان) ليس له نتوء (طالع صورة ملصق عبد الناصر).
| عربية مغربية | 0 | 1 | 2 | 3 | 4 | 5 | 6 | 7 | 8 | 9 |
| ------------ | - | - | - | - | - | - | - | - | - | - |
| عربية مشرقية | ٠ | ١ | ٢ | ٣ | ٤ | ٥ | ٦ | ٧ | ٨ | ٩ |
| فارسية       | ۰ | ۱ | ۲ | ۳ | ۴ | ۵ | ۶ | ۷ | ۸ | ۹ |
| أردية        | ۰ | ۱ | ۲ | ۳ | ۴ | ۵ | ۶ | ۷ | ۸ | ۹ |
| حساب الجمل   |   | ا | ب | ج | د | ه | و | ز | ح | ط |

## صور الأرقام في المخطوطات العربية

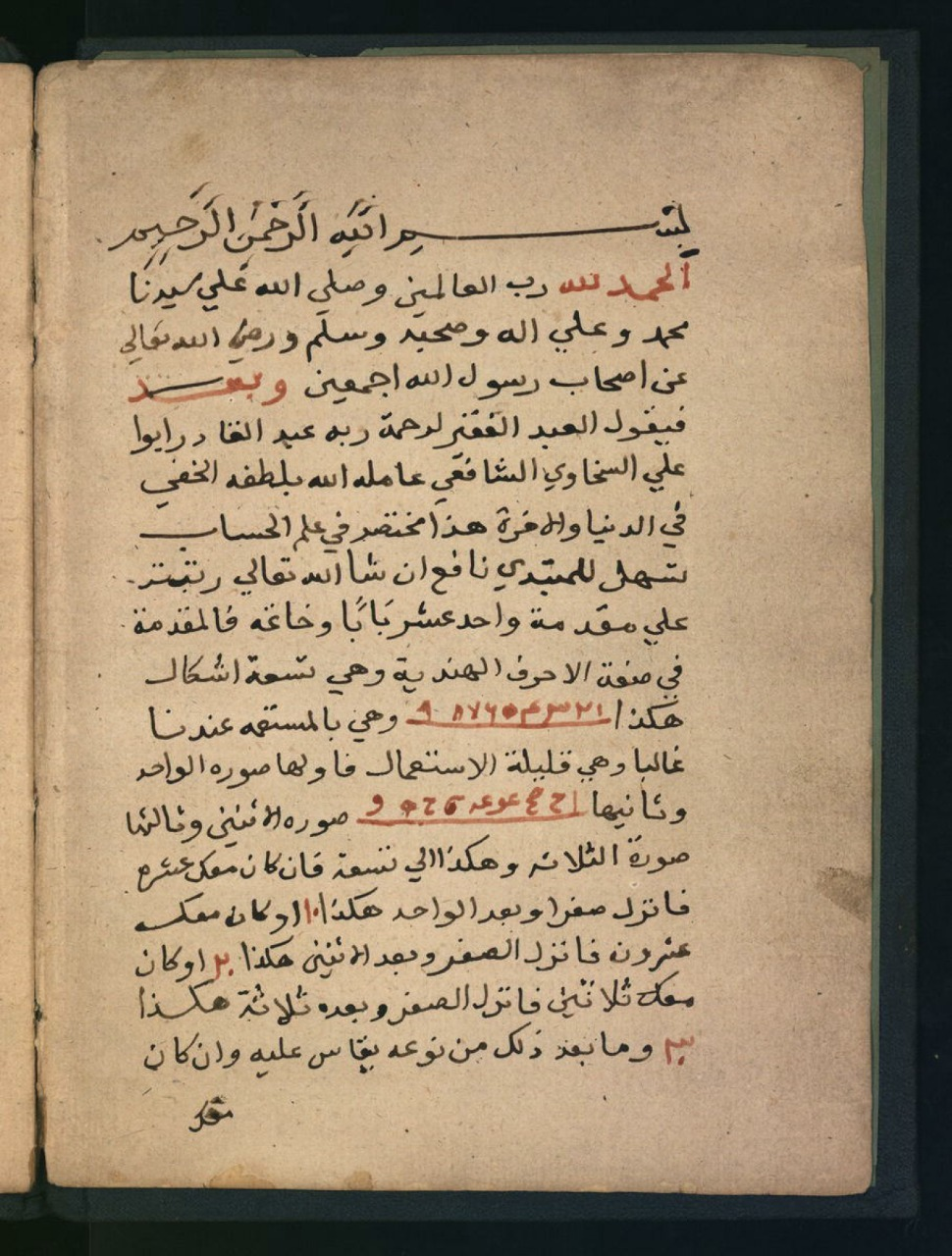
الصفحة الأولى من كتاب متن السخاوية في الحساب
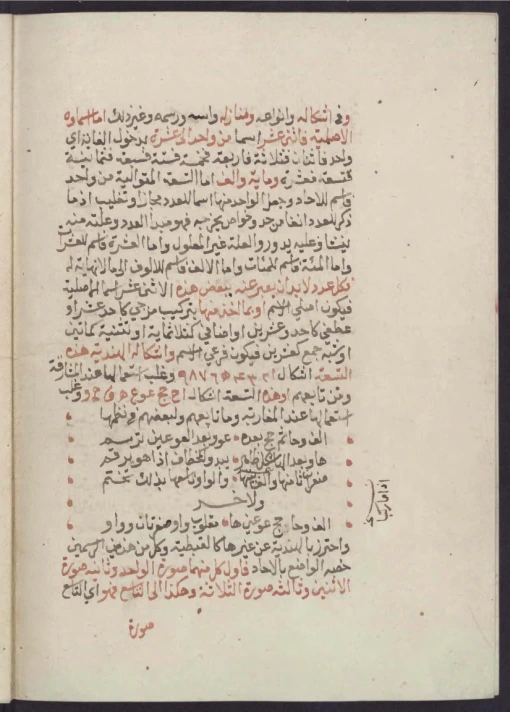
مخطوط شرح نزهة في علم الحساب لأحمد بن قاسم الغزي – مكتبة الكونغرس
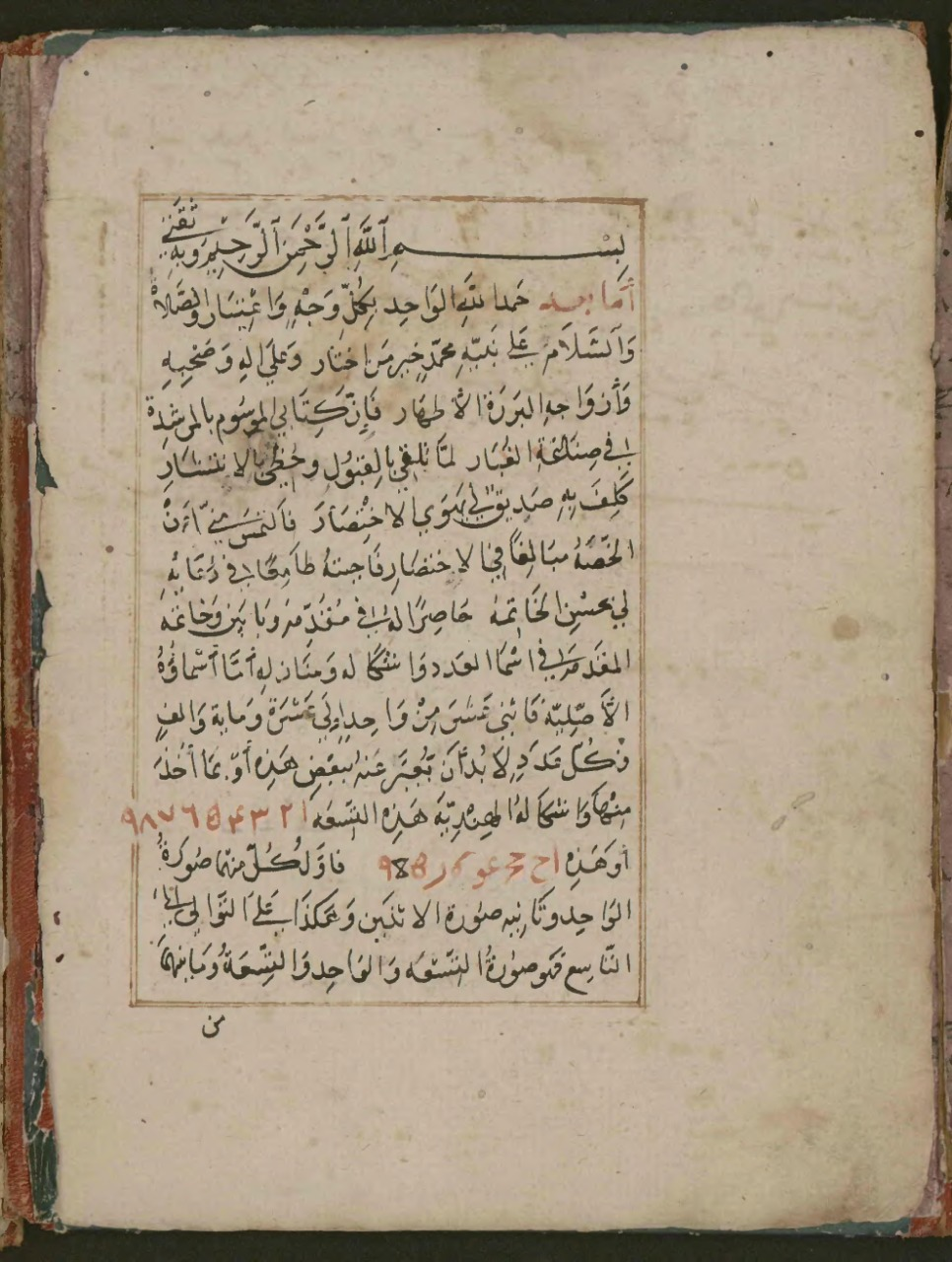
الصحيفة الأولى من مخطوط «نزهة الحُسّاب المختصرة من المرشدة» لأحمد بن محمد ابن الهائم – مكتبة الكونغرس
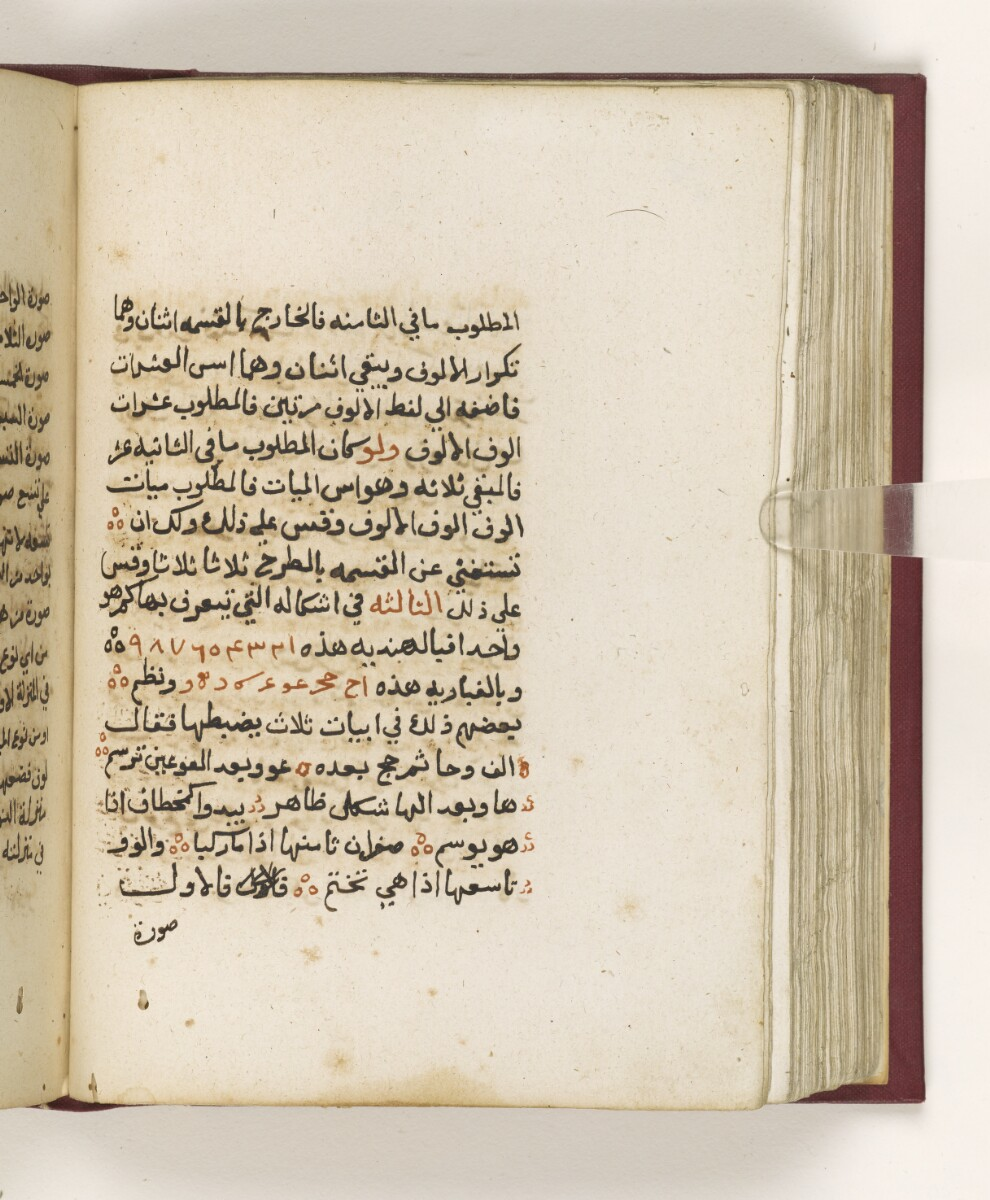
الصفحة [ظ١٣٢] من كتاب عمدة الطلاب في علم الحساب، لإبراهيم بن محمد قباقبي
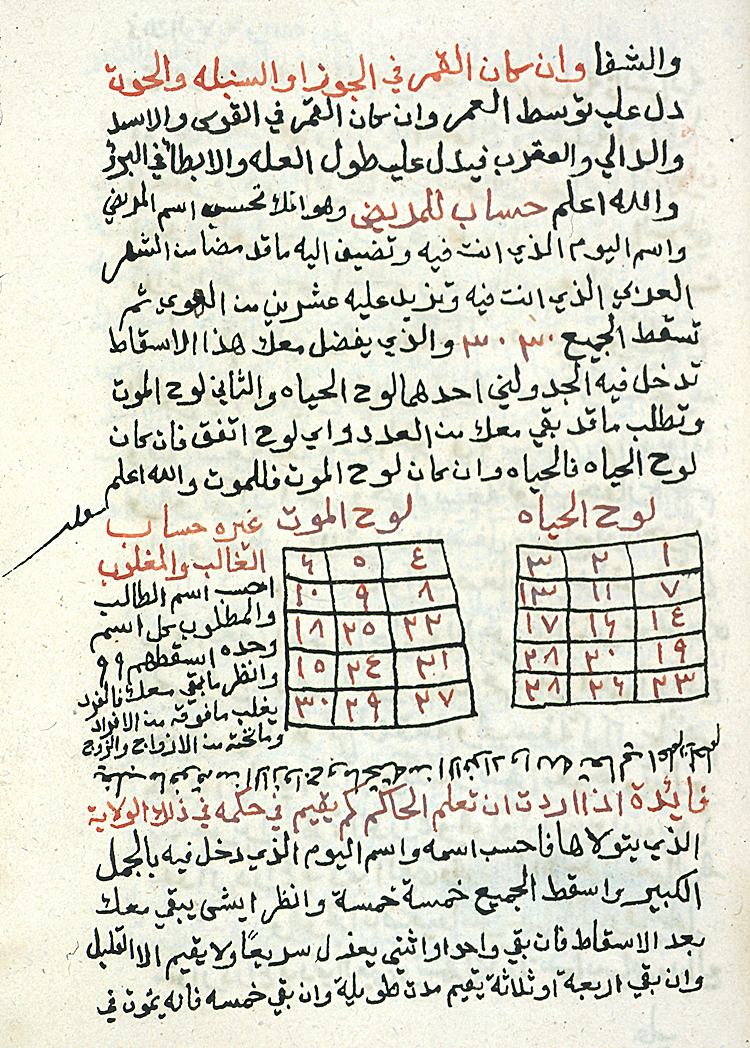
نسخة مخطوطة من كتاب «سر الأسرار»

## صور

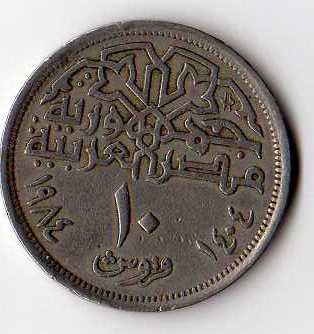
عشرة قروش مصرية.
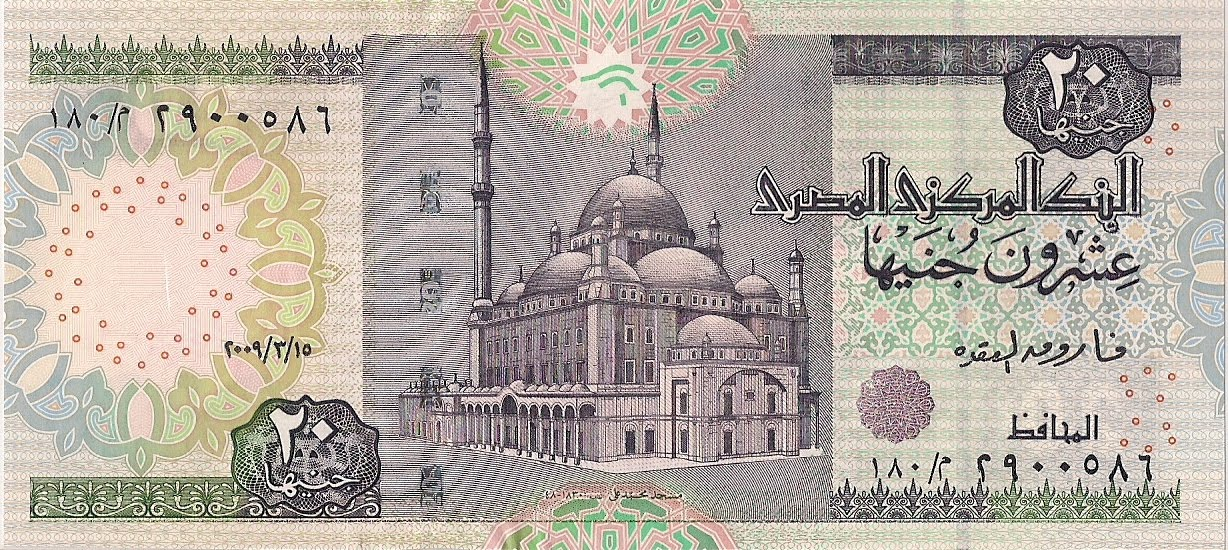
عشرون جنيها مصريا.
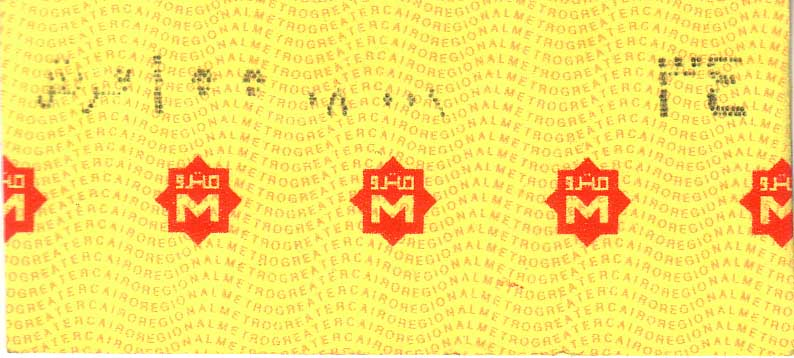
تذكرة مترو أنفاق القاهرة تستعمل الأرقام العربية المشرقية.
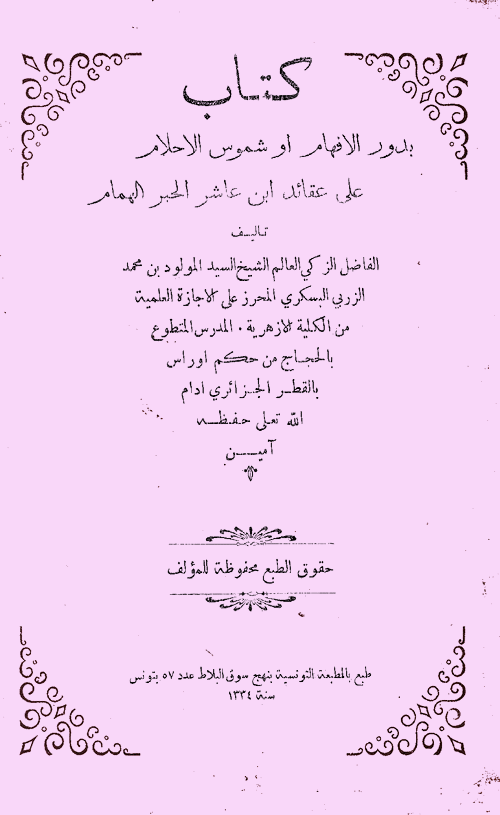
غلاف كتاب طُبع في تونس ويعتمد الأرقام العربية المشرقية.
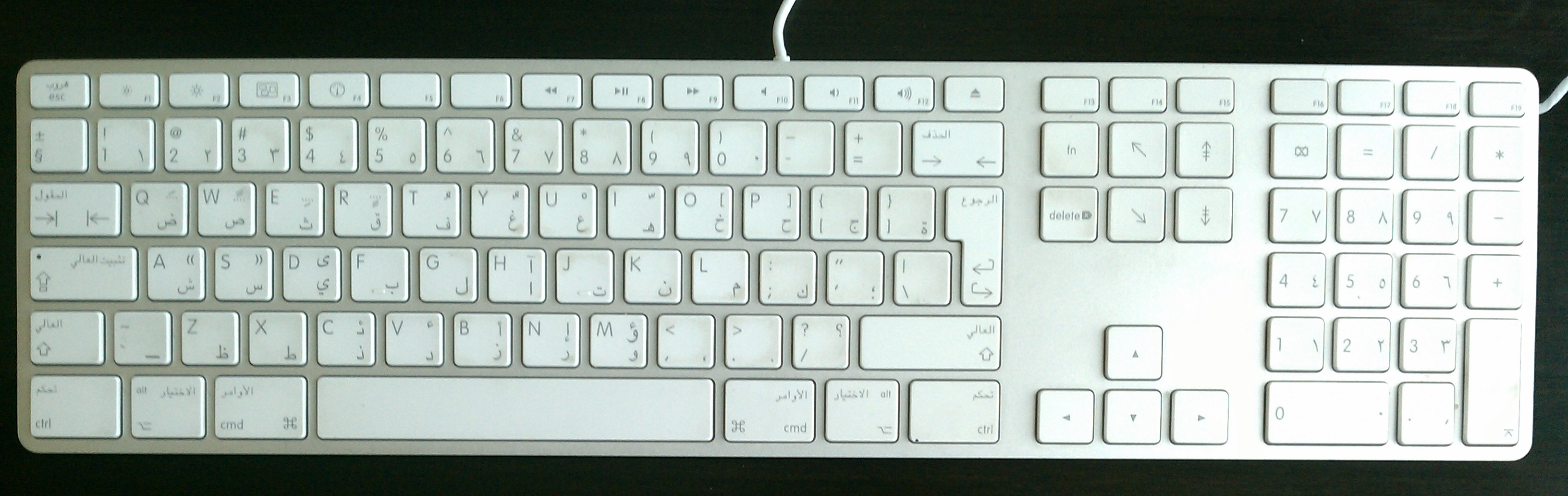
لوحات مفاتيح الحواسيب تظهر بها الأرقام العربية المشرقية
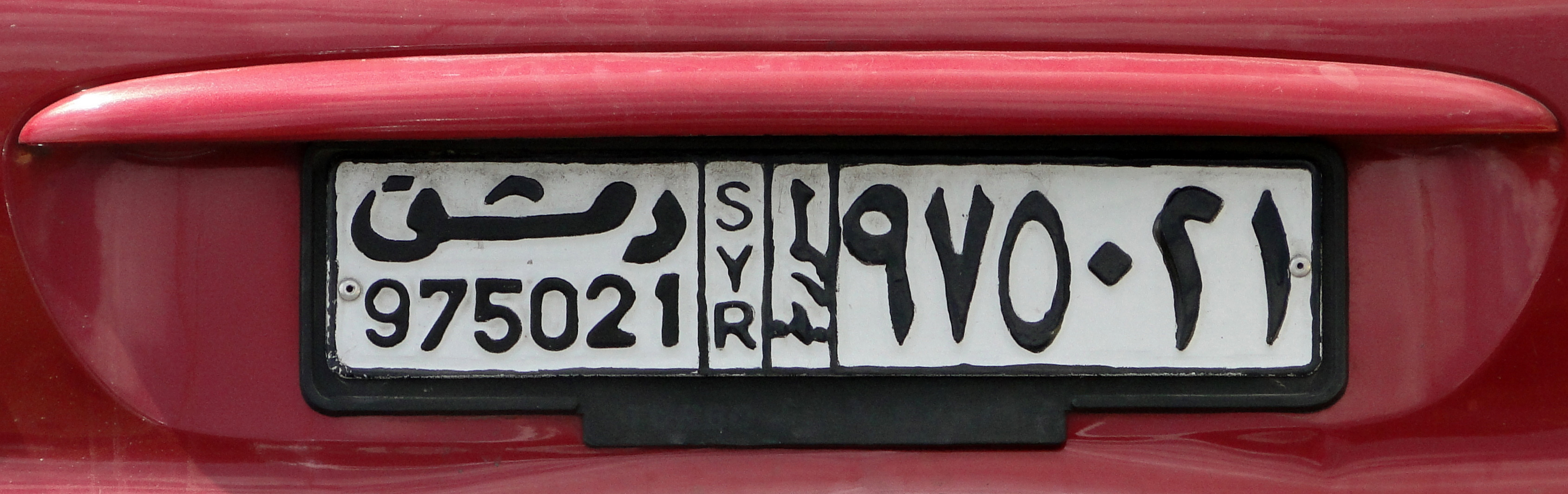
لوحات السيارات في سوريا تستخدم الأرقام العربية المشرقية.
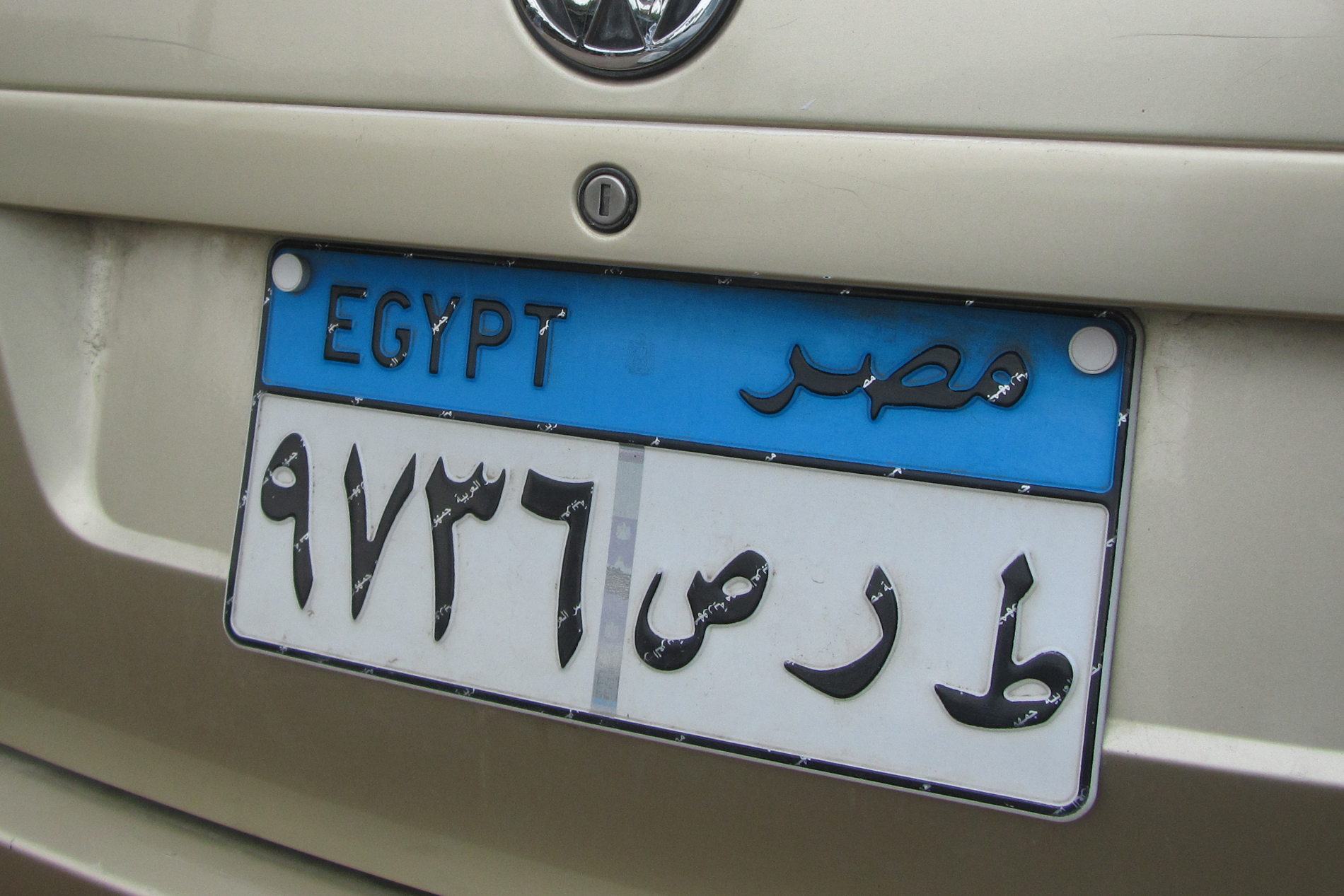
لوحات تسجيل المركبات في مصر تستعمل الأرقام العربية المشرقية.
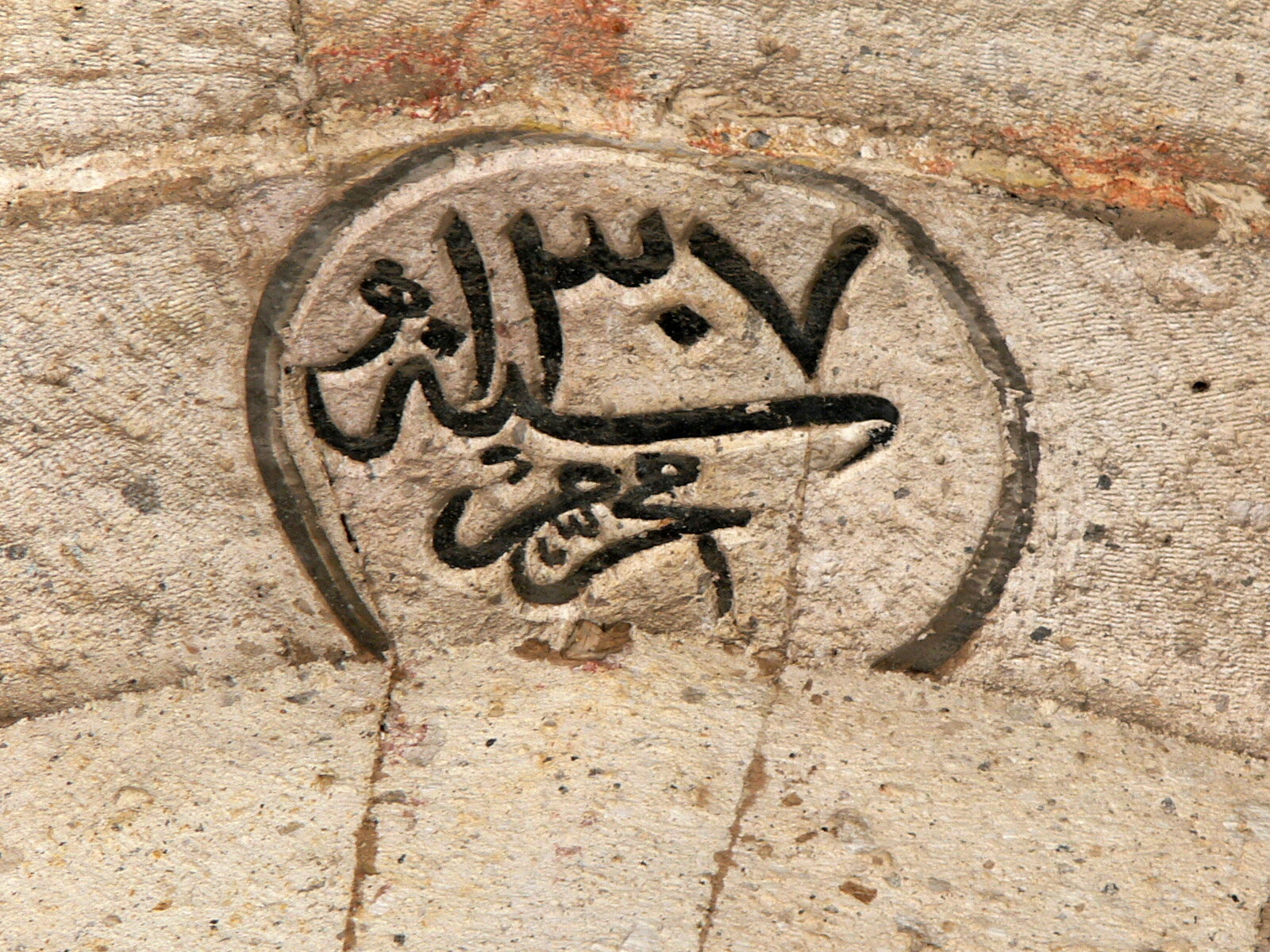
التاريخ الهجري في متحف مدينة قونية وقد استخدم العثمانيون الأرقام العربية المشرقية فقط.
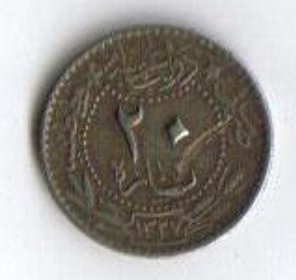
عشرون باره عثمانية
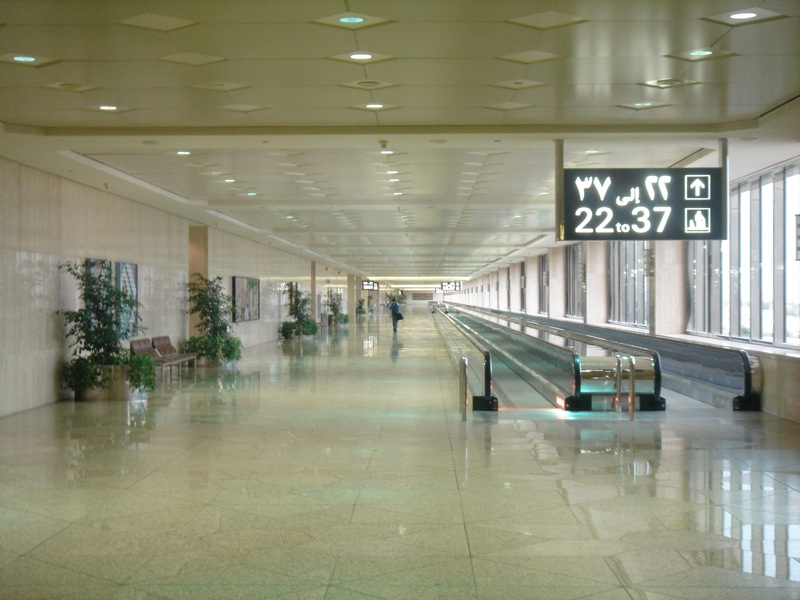
لافتة إرشادية بمطار الملك فهد الدولي بالدمام
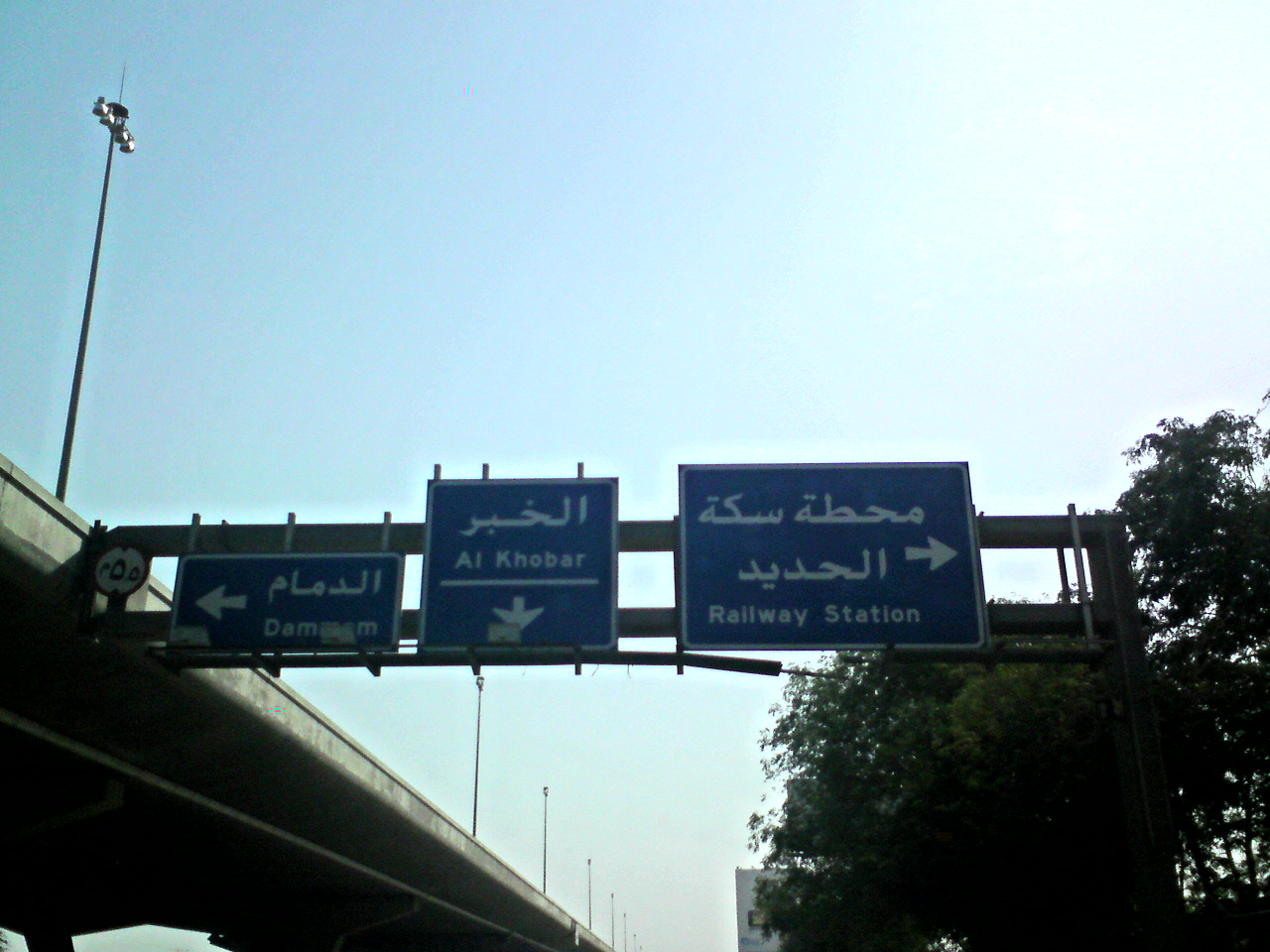
لافتة مرورية بالدمام
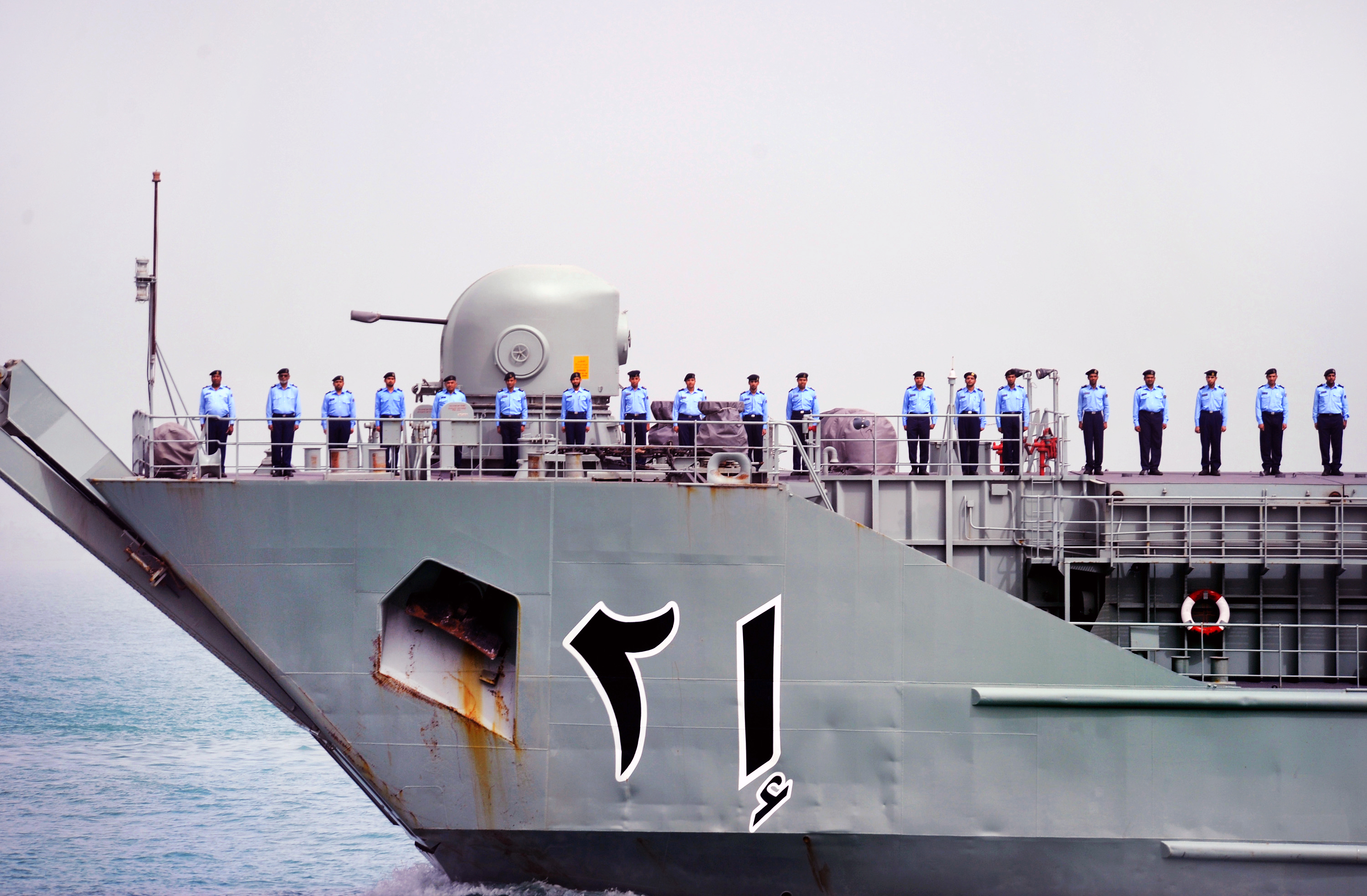
سفينة حربية بالكويت
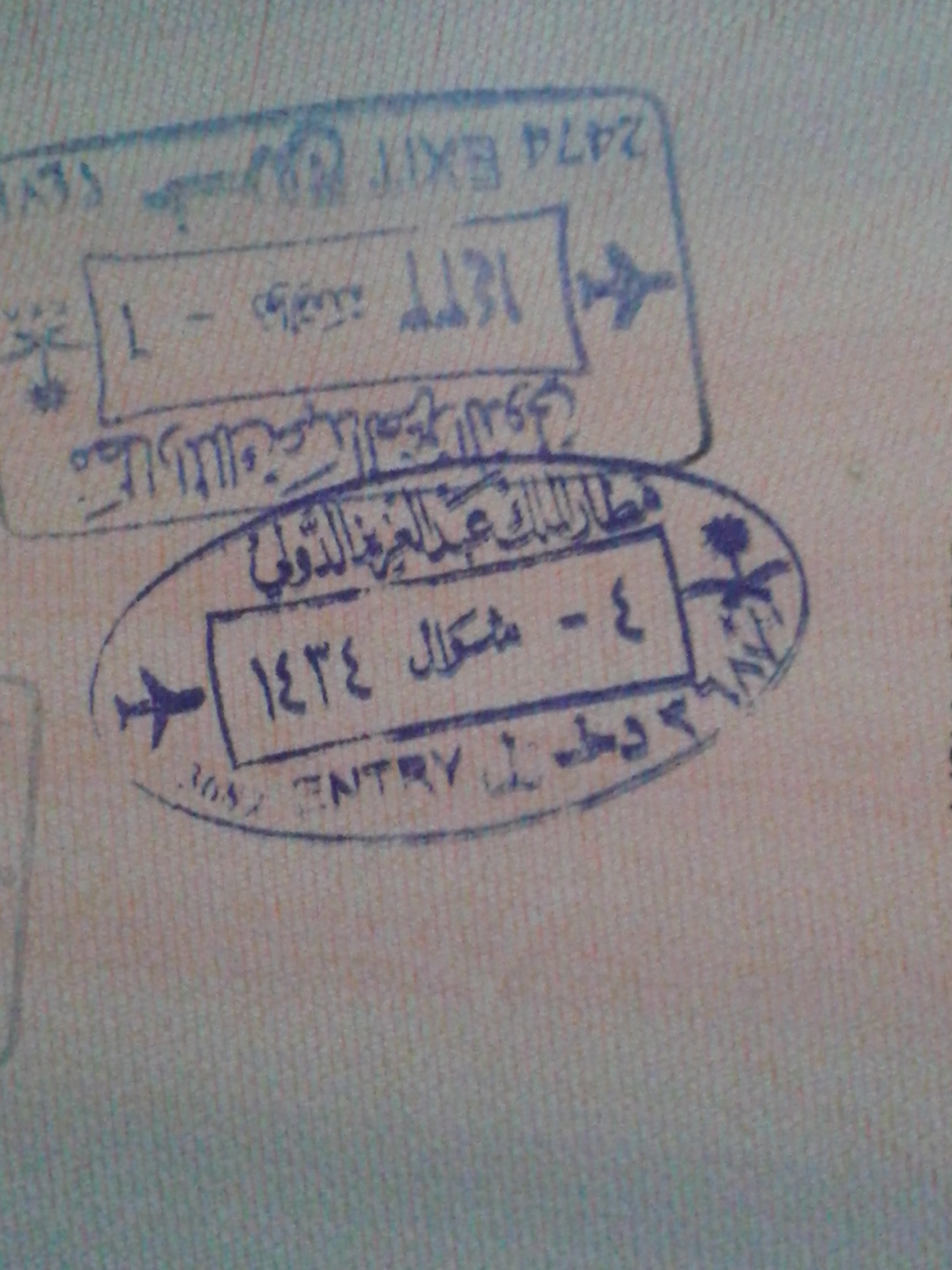
على ختم دخول بجواز سفر
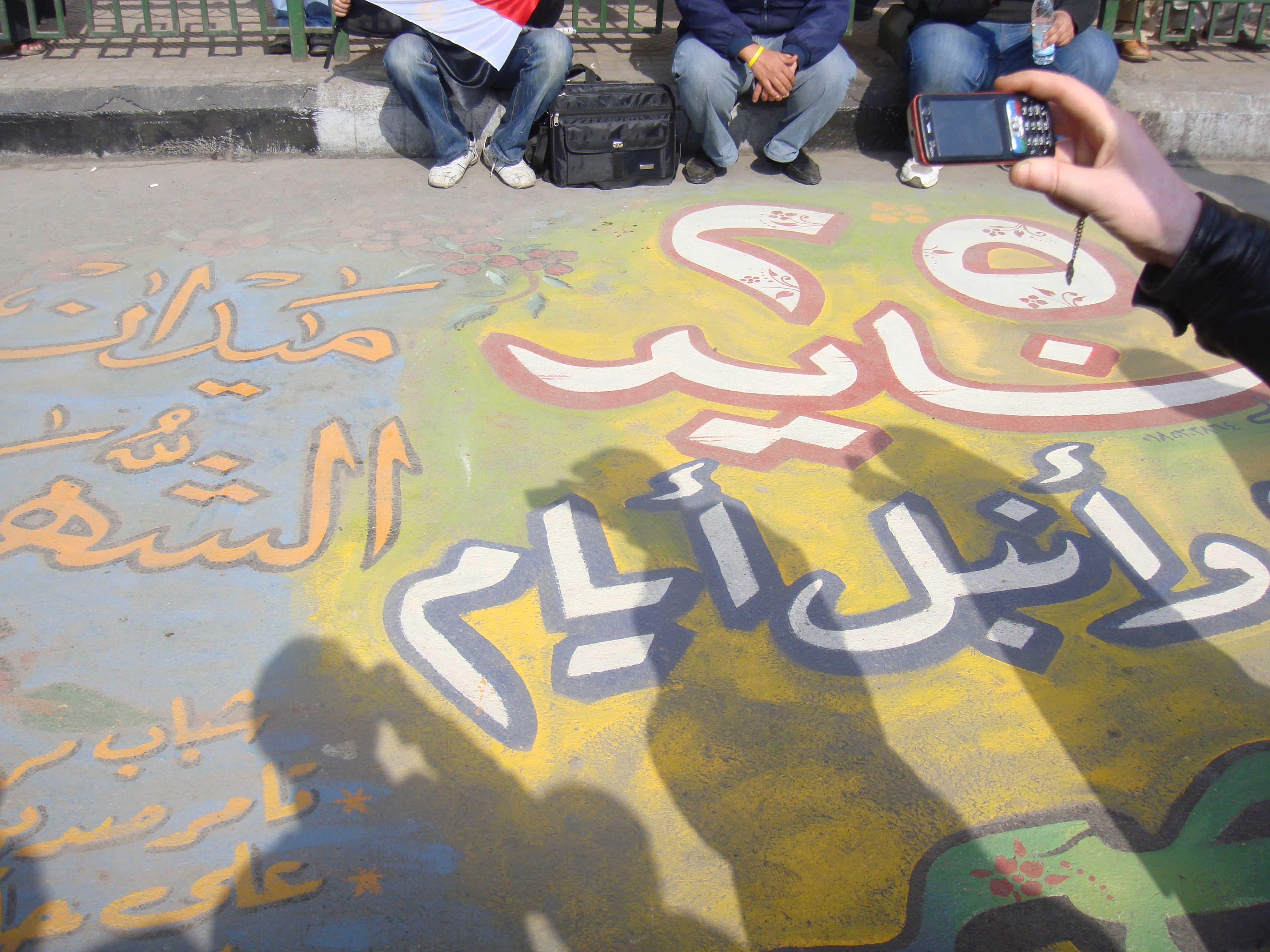
جرافيتي في مصر
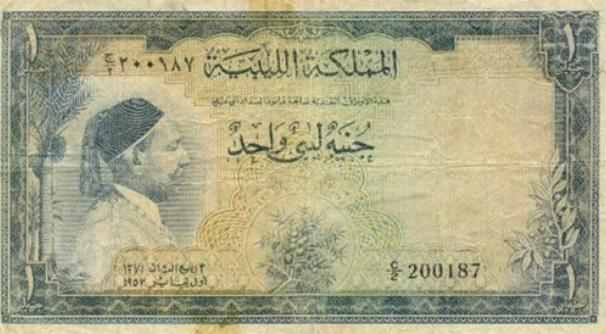
الجنيه الليبي في عهد المملكة
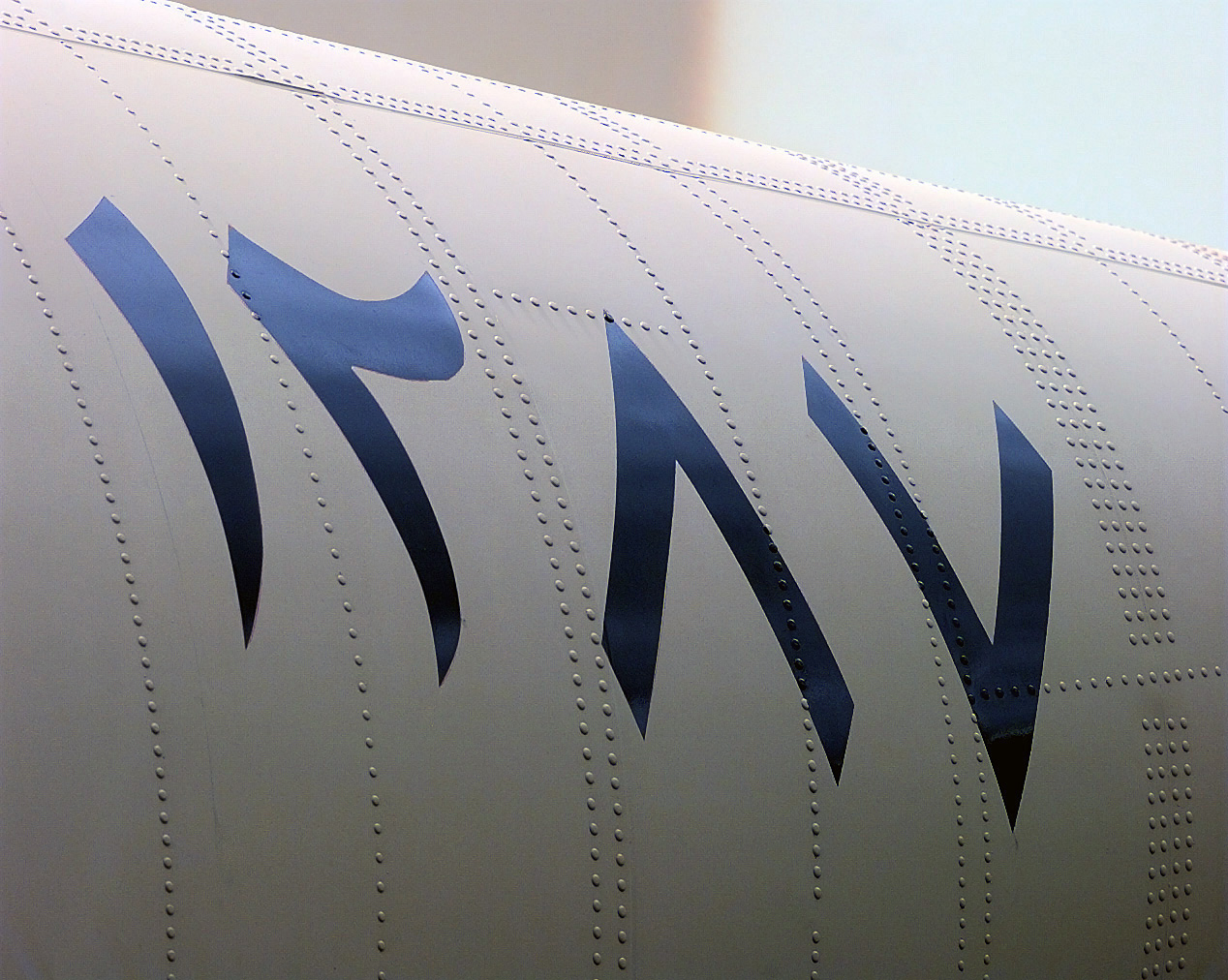
على جانب طائرة نقل عسكرية مصرية
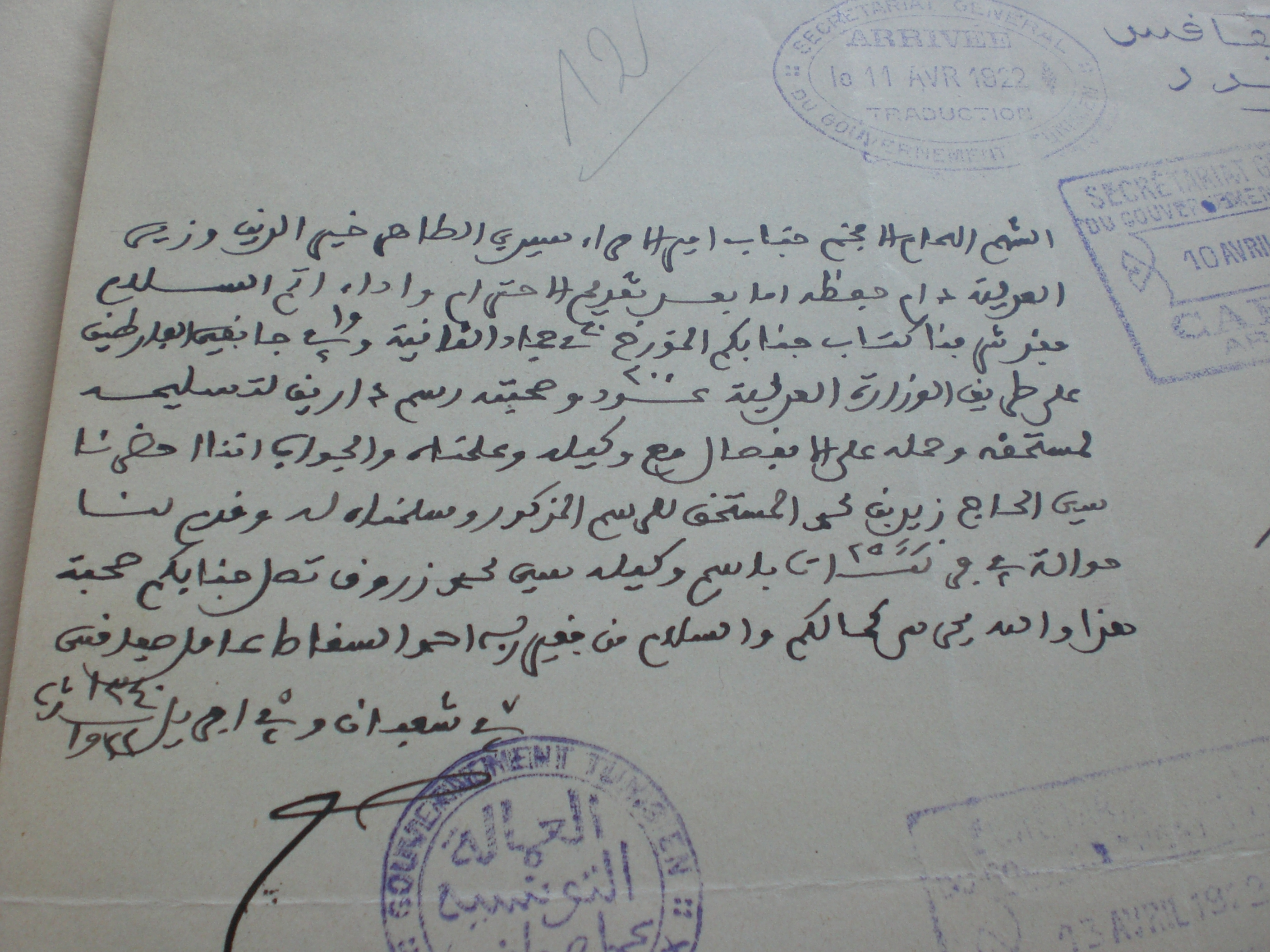
من أرشيف العمالة التونسية
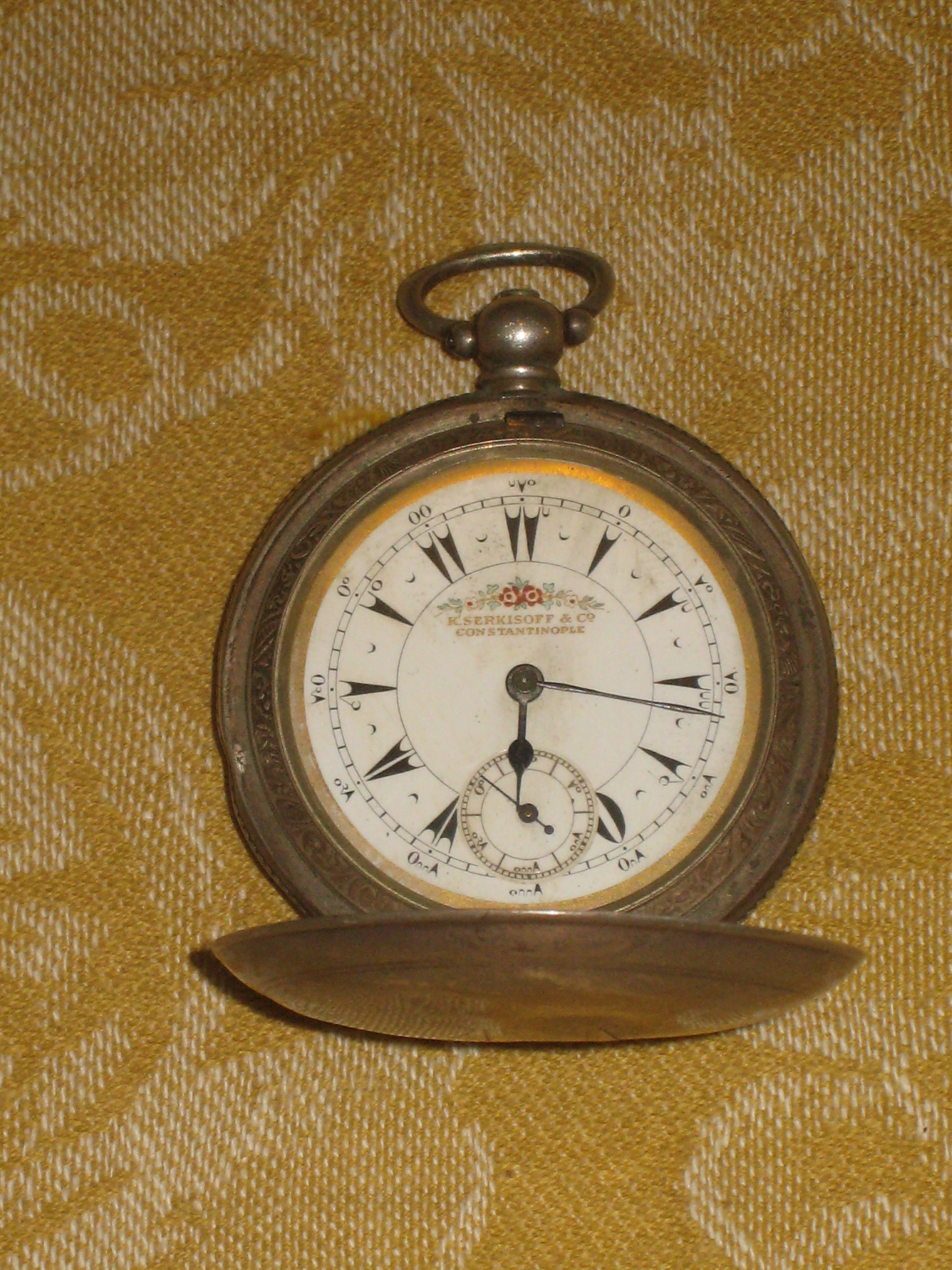
أرقام بهيئتها الفارسية، على ساعة يد تركية عثمانية

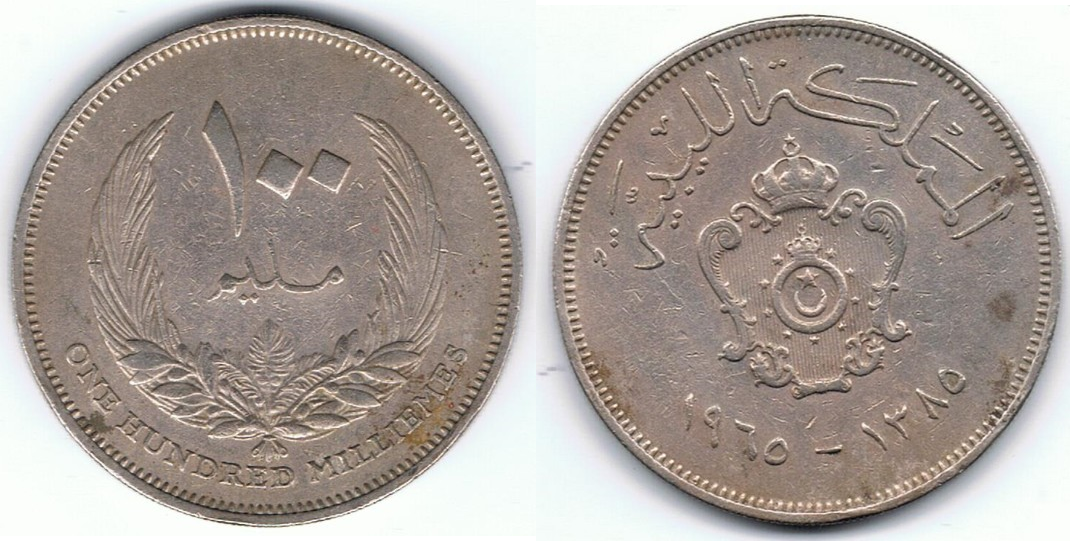
عملة من فئة المائة مليم ترجع إلى عهد المملكة الليبية في ليبيا

## الهوامش
- 1 - قالت رجاء وحيد دويدري في كتابها (رجاء وحيد دويدري) تُسمى أحياناً الأرقام الهنديةَ والمجموعة الثانية الأرقام العربية أو الغبارية وقد اعتمد الباحثين تسمية المشرقية والمغربية تفادياً للدخول في النقاش المحتدم حول أصل هاتين المجموعتين وأسبقية إحداهما.[8]
- 2 - نسبتها إلى الهند لا تعدو كونها فكرة اقتبسها العرب عن الهنود، واستحسنوها على نظامهم القديم حساب الجمّل الذي كانوا يستعملونه لضبط تواريخهم وتيسير مهمّاتهم، فالشبه ظاهر بين أشكال الأرقام المشرقية وأشكال الحروف العربية، فالواحد هو الألِف، والاثنان والثلاثة هما حرف السين أو الشين الذي أخذوا منه أيضا شكل الشدّة من قبل، والأربعة هي العين التي أصبح رأسها حرفا للهمزة، والخمسة هي الهاء، والستة مأخوذة من الحاء، والسبعة والثمانية هما حرف النون والتسعة حرف الواو، والصفر هو النقطة.[9][10]